# مصطفى ياتاباري
مصطفى ياتاباري (بالفرنسية: Mustapha Yatabaré)‏ (مواليد 26 يناير 1986 في بوفيه - فرنسا) لاعب كرة قدم مالي يلعب حاليا لصالح نادي الدرجة الأولى بولوني الفرنسي منذ 2010 في مركز المهاجم.

## روابط خارجية
- مصطفى ياتاباري على موقع اتحاد تركيا (لاعب) (الإنجليزية)
- مصطفى ياتاباري على موقع إي إس بي إن إف سي (الإنجليزية)
- مصطفى ياتاباري على موقع قاعدة بيانات كرة القدم.إي يو (الإنجليزية)
- مصطفى ياتاباري على موقع ليكيب (الفرنسية)
- مصطفى ياتاباري على موقع ناشيونال فوتبول تيمز (الإنجليزية)
- مصطفى ياتاباري على موقع Soccerway.com (الإنجليزية)
- مصطفى ياتاباري على موقع عالم كرة القدم.نت (الإنجليزية)
- مصطفى ياتاباري على موقع كووورة
- مصطفى ياتاباري على موقع AS.com (الإسبانية)